# Mișu-Jan Manolescu
Mișu-Jan Manolescu (n. 30 septembrie, 1958) este un inginer român, președintele Consiliului de Administrație al Universității Agora din Oradea, România.

## Studii
Mișu-Jan Manolescu a absolvit în 1984 Facultatea de Electromecanică din cadrul Universității din Craiova și a primit titlul de doctor atât în domeniul microundelor, în anul 1994, în cadrul Universității din Oradea, cât și în managementul resurselor umane, în anul 2000 la Universitatea din Craiova.

## Publicații
Domeniile de interes și activitatea științifică cuprind diferite aspecte din managementul cunoașterii și ingineria cunoașterii. A editat patru proceeding-uri de conferințe, a publicat nouă cărți și peste 60 de articole în reviste și volume ale unor conferințe.
A fost membru în comitetul de organizare al unui număr de șase conferințe internaționale.
Alături de Florin Gheorghe Filip și de Ioan Dzițac a fondat revista International Journal of Computers, Communications & Control, care în prezent este indexată în ISI Thomson Reuters/Scientific și alte peste 20 de baze de date internaționale.
În anul 2000 a fondat Universitatea Agora, al cărei rector a fost în perioada 2000-2012.